# Противостояние (мини-сериал, 1994)
«Противостояние» (англ. The Stand) — четырёхсерийный мини-сериал, снятый по мотивам одноимённого романа Стивена Кинга, который описал в нём свою версию конца света: массовая и стремительная эпидемия, жестокость армии и полиции, всеобщий хаос, атмосфера опустевших городов и сёл впоследствии.
Тэглайн: «Конец мира — это всего лишь начало».

## Сюжет
Из секретной лаборатории правительства США на волю выбирается новая форма гриппа. Вскоре грипп стремительно начинает охватывать весь мир, после чего погибает 99 % всего человечества. Оставшиеся выжившие обладают иммунитетом к вирусу. А между тем появляется некий «чёрный человек», называющий себя Рэндаллом Флеггом, которого считают посланником дьявола. Воспользовавшись этой ситуацией, он начинает собирать вокруг себя остатки человечества и размещается в Лас-Вегасе. Но есть и другие люди — те, что следуют за Матушкой Абигейл, чернокожей женщиной ста восьми лет, которая призывает их к себе во снах, исполняя волю Бога. Собравшись в одном из американских провинциальных городков, эти люди организовывают «Свободную зону» и подготавливаются избавить мир от Флегга.

## В ролях
- Гэри Синиз — Стью Редман
- Молли Рингуолд — Фрэнни Голдсмит
- Джейми Шеридан — Рэндалл Флэгг
- Мигель Феррер — Ллойд Хенрид
- Лора Сан Джакомо — Надин Кросс
- Руби Ди — матушка Абигейл Фриментл
- Адам Сторк — Ларри Андервуд
- Роб Лоу — Ник Андрос
- Корин Немек — Гарольд Лаудер
- Мэтт Фрюэр — «Мусорщик»
- Стивен Кинг — Тедди Уэйзак (камео)
- Том Холланд — Карл Хью (в 2 эпизодах)

## Список серий
- 1. «Мор» / The Plague (87 мин.)
- 2. «Сны» / The Dreams (87 мин.)
- 3. «Предательство» / The Betrayal (87 мин.)
- 4. «Противостояние» / The Stand (87 мин.)

## Факты
- Одного из персонажей фильма, Тедди Уэйзака, жителя Свободной Зоны, играл сам Стивен Кинг.
- Трактовка образа Флегга несколько отличается от книжной. В фильме он преподносится как один из демонов ада, посланник дьявола, осознанно злое начало и даже живое воплощение вируса (поскольку эпидемия прекращается почти одновременно с его первым явлением). В книге это лишь одно из предположений людей о нём, скорее всего, неверное, так как в серии книг «Тёмная Башня» указывается, что Рэндалл Флегг был рождён как человек, и только перейдя на службу Алому Королю обрел демоническую сущность. В самой же книге «Противостояние» Флегг сам не очень представляет себе, кто он такой, он скорее инстинктивно следует своей демонической природе, чем осознанно творит зло. В конце книги «Противостояние» Флегг, в отличие от фильма, перемещается в другой мир, снова потеряв память о предыдущем воплощении.
- В фильме тема влияния Бога на описываемые события акцентируется куда явственней, чем в книге, и в более положительном ключе.
- Изменено значительное количество сюжетных ходов, некоторые персонажи исключены, а образы многих главных героев, таких как Френни Голдсмит, Гарольд Лаудер, Надин Кросс, и особенно Ларри Андервуд (фактически превратившийся в главного персонажа) — изменены.
- В интервью журналу Esquire за июль-август 2008 года Стивен Кинг неодобрительно отозвался о создателях фильма «Противостояние»: Когда компания ABC взялась за экранизацию моего «Противостояния», я сразу понял, что имею дело с упёртыми уродами. Их цензоры знали только два словосочетания: «это нам подходит» и «ни в коем случае».
- На стороне Рэндалла Флегга выступают конфедераты, скинхеды, наёмники, головорезы, психопаты и ещё куча одиозных личностей.

## Награды и номинации

### Награды
- 1994 — Прайм-таймовая премия «Эмми»
  - Лучший грим в мини-сериале
  - Лучший звук в драматическом мини-сериале

### Номинации
- 1994 — Прайм-таймовая премия «Эмми»
  - Лучшая работа художников в мини-сериале
  - Лучшая операторская работа в мини-сериале — Эдвард Пей
  - Лучшая музыка для мини-сериала — Снаффи Уолден
  - Лучший мини-сериал
- 1995 — Премия «Сатурн»
  - Лучшее телевизионное представление